# Zakład Celulozy i Papieru w Czułowie
Zakład Celulozy i Papieru w Czułowie (Tektura Opakowania Papier SA) – papiernia w Czułowie (dzielnica miasta Tychy) przy ulicy Katowickiej 182, powstała w 1885 roku w dolinie rzeki Mlecznej. Obecnie nosi nazwę TOP SA.

## Historia

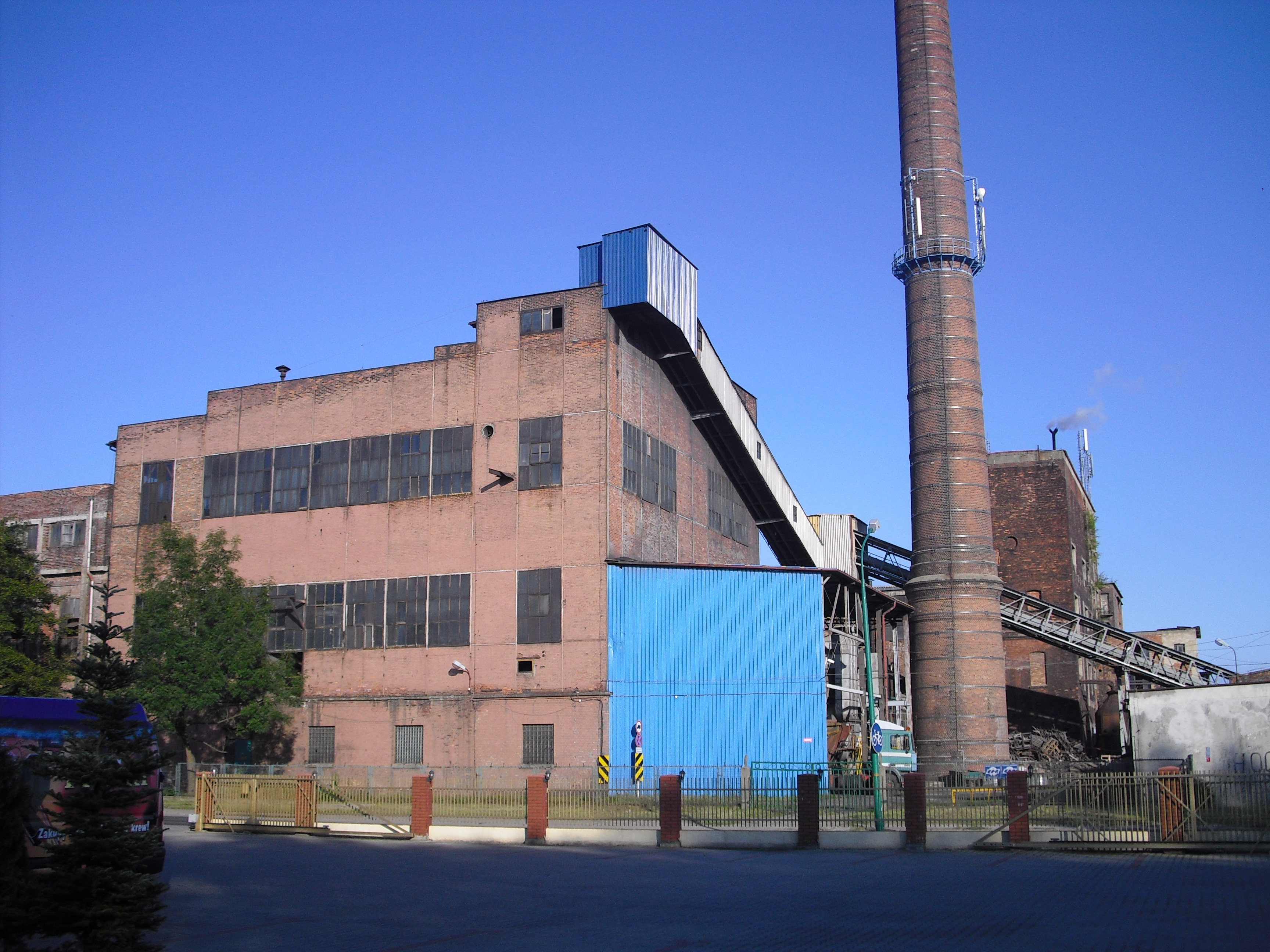
Fragment zabudowań (2009)

Zakład powstał w 1885 przy głównej drodze biegnącej z Tychów do Katowic poprzez Murcki. Produkcję, wówczas wyłącznie celulozy sulfitowej, rozpoczęto w 1887. W latach 1896–1902 w pobliżu fabryki rozpoczęto budowę osiedla robotniczego, które dzisiaj nosi nazwę „Osada”. W 1925 fabryka przeszła na własność polskiej spółki akcyjnej i od tej pory funkcjonowała pod nazwą „Górnośląska Fabryka Celulozy S.A.”. Wówczas też zakład został powiększony i przystosowany do produkcji papieru. W 1926 zainstalowano w nim pierwszą maszynę do wyrobu papieru, a w 1929 zakład unowocześniono i rozpoczęto produkcję ligniny. W czasie II wojny światowej papiernia uległa dużym zniszczeniom. Po wojnie przystąpiono do jej odbudowy. W 1946 w zakładzie uruchomiono maszynę do produkcji kartonu. W latach 70. XX wieku zakład wszedł w skład Śląskich Zakładów Papierniczych i zajmował czołową pozycję w produkcji papieru w Polsce. Nową maszynę do produkcji tektury klejonej zainstalowano w 1974. Proces przemian własnościowych zakładu celulozowego zapoczątkowany został w dniu 8 marca 1995 r. przekształceniem przedsiębiorstwa państwowego Śląskich Zakładów Papierniczych w Tychach w jednoosobową spółkę Skarbu Państwa. W 1996 firma została przejęta przez francuską spółkę i zarejestrowana jako OTOR Silesia S.A.. W 2007 papiernia została wykupiona przez konsorcjum i nosi nazwę TOP S.A..